# Мартиросиан, Георгий Константинович
Георгий Константинович Мартиросиан (арм. Գևորգ Կոստանդինի Մարտիրոսյան; 1895, Тифлис, Российская империя — 10 марта 1938, Дальстрой, РСФСР) — советский краевед. Автор монографии «История Ингушии» (1933), в которой дал материалы об истории ингушского народа с древнейших времён до начала 1930-х годов. Расстрелян в годы Большого террора (1938), реабилитирован (1956).

## Биография
Родился в 1895 году в Тифлисе (с 1936 года — Тбилиси), административном центре Тифлисской губернии Российской империи, по национальности — армянин.
В 1924 году член научного общества Горского педагогического института Мартиросиан в краткой библиографической справке сделал попытку обобщить ведения о местных газетах и журналах:
Множество событий имели место в жизни Владикавказа, и невольно хочется подвести общие, предварительные итоги городской периодической печати, в которой хорошо или плохо, сохранились следы местной экономической жизни и пронесшихся над краем политических бурь. Учреждение первого периодического органа печати во Владикавказе восходит ко времени после окончания Кавказской войны.
В 1929 году вышла брошюра Мартиросиана «Владикавказская периодическая печать» с перечнем газет и журналов, вышедших во Владикавказе с момента его основания до 1929 года.
Работал ассистентом, затем доцентом Горского сельскохозяйственного института во Владикавказе (с 1931 года — Орджоникидзе), заместителем директора Ингушского научно-исследовательского института краеведения (ИНИИК).
Арестован в 1935 году, срок отбывал на Колыме. 8 марта 1938 года тройкой УНКВД по Дальстрою приговорён к расстрелу по обвинению в участии в деятельности контрреволюционной повстанческой организации. Приговор приведён в исполнение 10 марта на территории современной Магаданской области. 7 сентября 1956 года реабилитирован.

## Публикации
- Мартиросиан, Г. О культурно-просветительных обществах «Вестника знания». — Владикавказ: Электро-типография А. Г. Габисова, 1912. — 16 с.
- Мартиросиан, Г. Светлый праздник (К открытию Политехнического Института) // «Народная власть» : газета. — Владикавказ, 1918. — № 176.
- Мартиросиан, Г. (сост). Торжественное открытие Политехнического Института // «Народная власть» : газета. — Владикавказ, 1918. — № 179.
- Мартиросиан, Г. Богатства Терского Края / Северо-Кавказский институт краеведения. — Владикавказ, 1922. — 8 с.
- Мартиросиан, Г. К. Фабрично-заводская промышленность на Тереке / Предисл. проф. М. Н. Соболева ; Северо-Кавказский институт краеведения. — Владикавказ: Влад. губ. отд. нар. обр., 1924. — 112 с.
- Мартиросиан, Г. К. Социально-экономические основы революционных движений на Тереке / Северо-Кавказский институт краеведения. — Владикавказ: Типография Ингушии «Свет», 1925. — 112 с.
- Мартиросиан, Г. К. Нагорная Ингушетия : Социально-экономический очерк // Известия Ингушского научно-исследовательского института краеведения. — Владикавказ: Изд-во Ингушского научно-исследовательского института краеведения, 1928. — Т. 1. — С. 7–154.
- Мартиросиан, Г. К. Ингушетия в административном отношении // Известия Ингушского научно-исследовательского института краеведения. — Владикавказ: Изд-во Ингушского научно-исследовательского института краеведения, 1928. — Т. 1.
- Мартиросиан, Г. К. Колхозное строительство в ингушской деревне / Ингушский научно-исследовательский институт краеведения. — Владикавказ, 1929. — 29 с.
- Мартиросиан, Г. К. Терская область в революции 1905 года / Ингушский научно-исследовательский институт краеведения. — Владикавказ: Типо-фото-цинкография изд-ва «Растдзинад», 1929. — 118 с.
- Мартиросиан, Г. К. Владикавказская периодическая печать. — Владикавказ: Изд. Научного общества этногр., яз. и литературы при Горском педагогическом институте, 1929.
- Мартиросиан, Г. К. Революционное движение в войсках Терской области в 1905 г. : (материалы) / Науч. о-во этнографии, языка и лит-ры при Горск. пед. ин-те. — Владикавказ: Типо-фото-цинкография изд-ва «Растдзинад», 1930. — 10 с.
- Мартиросиан, Г. К. История Ингушии : Материалы / Ингушский научно-исследовательский институт краеведения. — Орджоникидзе: Сердало, 1933. — 314 с.